# Петко Стайнов (юрист)
Вижте пояснителната страница за други личности с името Петко Стайнов.
Петко Стоянов Стайнов е български юрист, дипломат и политик. Дългогодишен преподавател по административно право, той участва в третото правителство на Андрей Ляпчев (1930 – 1931), както и като външен министър във второто правителство на Кимон Георгиев (1944 – 1946). Един от най-бележитите преподаватели и учени в областта на правните науки, академик на БАН.
Петко Стайнов е народен представител в XXI (1923 – 1927), XXII (1927 – 1931), XXIII (1931 – 1934), XXIV (1938 – 1939), XXV (1940 – 1944) и XXVI (1945 – 1946) Обикновено народно събрание и в I (1950 – 1953), II (1954 – 1957), III (1958 – 1961), IV (1962 – 1966), V (1966 – 1971) и VI (1971 – 1972) Народно събрание.

## Биография
Петко Стайнов е роден в Казанлък на 31 май (19 май стар стил) 1890 г. и завършва гимназия в Стара Загора (1908). Следва право в Гренобъл и завършва в Париж (1911), след което специализира в Лайпциг. След участието си като офицер в Балканските войни (1912 – 1913) защитава докторат по икономически и политически науки в Париж (1914). След Първата световна война Петко Стайнов е директор на Дирекцията на печата (1919 – 1920), но напуска недоволен от политиката на правителството на БЗНС. От 1923 г. е преподавател по административно право в Софийския университет „Свети Климент Охридски“, а в периода 1925 – 1939 г. и в Свободния университет за политически и стопански науки (дн. УНСС). Академичната му кариера продължава до 1963 година. Дописен член на БАН е от 1935 г., а е избран за редовен член (академик) през 1942 г. От 1949 г. е секретар на Правно-стопанския клон на БАН.
Стайнов е активен участник в Народния сговор и редактор на свързания с него вестник „Слово“. През 1923 г. става за пръв път депутат в НС (член на Парламентарната комисия към м-во на вътрешните работи) – той остава на този пост до 1946 г. и отново е депутат през 1950 – 1972 г. След атентата в църквата „Света Неделя“ определя в „Слово“ „разрушителите на Русия“ като заплаха за европейската цивилизация и призовава за „тежък юмрук“ срещу „кървавите агенти на Москва“.
През 1930 – 1931 г. е министър на железниците, пощите и телеграфите в правителството на Демократическия сговор.
Участва в създаването на Комитет за защита на евреите, заедно с вдовицата на държавника Петко Каравелов – обществената деятелка Екатерина Каравелова, проф. Асен Златаров, писателя Антон Страшимиров и др. Тогавашните вестници „Мир“ и „Слово“ публикуват статии срещу изградения комитет, като пишат, че не е работа на България, още повече на отделни граждани, да се бъркат в делата на велика Германия. На 3 юли 1933 г. е осуетено събрание, на което лектори са Екатерина Каравелова и Антон Страшимиров.
Проф. Стайнов минава на дипломатическа служба след преврата на 19 май 1934 г. За кратко е посланик на България в Белгия (1934) и Франция (1934 – 1935). През 1935 г. напуска поста, след като е свалено правителството. През следващите години е депутат от опозицията, като се сближава със забранената организация „Звено“ и активно сътрудничи на издаваното от нея списание „Бразда“.
През 1943 година подкрепя инициираното от Димитър Пешев писмо до министър-председателя Богдан Филов срещу депортирането на българските евреи. Писмото е подписано от 43 проправителствените депутати, а Петко Стайнов написва на ръка под техните подписи: „Господин Пешев, ако подписът на един опозиционер и отявлен враг на Закона за защита на нацията, какъвто съм аз, няма да омаловажи значението на настоящето писмо, и ако намирате това от полза, то и аз подписвам писмото“.
През 1943 г. влиза в Отечествения фронт (ОФ), ставайки съюзник на комунистите. Подписва „Манифеста на Националния комитет на Отечествения фронт към българския народ“ от края на август 1944 г., в който се поставят непосредствените политически цели на ОФ при очерталата се загуба на войната от силите на Тристранния пакт и възможността за вземане на властта, включително организирането на Народен съд.
След Деветосептемврийския преврат през 1944 г. Петко Стайнов се включва в правителството като министър на външните работи и изповеданията. Той участва в преговорите по сключване на т. нар. Московско примирие със Съединените щати, Великобритания и Съветския съюз, както и в преговорите за включване на България в Югославската федерация.
Опитва се доколкто е възможно под властта на комунистите със смелост и такт да отстоява българските икономически интереси в отношенията със СССР. Не приема съветския диктат в тези отношения, опитите за заграбване от СССР на българска държавна собственост в обеднялата след войната България и въобще грабежа на българското стопанство от съветската окупационна власт. През пролетта на 1945 г. се обявява против съветското искане за връщане в СССР на изселилите се по време на войната таврически българи.
Правителството насрочва избори за 26 август 1945 г., въпреки протестите на опозицията, която няма право на легално съществуване. България е подложена на силен натиск от страна на Съединените щати и Великобритания изборите да бъдат отложени, за да се създаде възможност за свободното им провеждане, но комунистите твърдо отказват. Без предварително съгласуване с кабинета, Петко Стайнов прави изявление пред пресата, в което допуска възможността за отлагане на изборите. То става повод едва ден преди датата на изборите те да бъдат отложени за ноември по лично указание на Сталин. Този случай довежда до края на политическата му кариера.
Лично Вячеслав Молотов няколко пъти занимава Георги Димитров с „вироглавия български държавник“. Пред него признава, че в проф. П. Стайнов „нямаме доверие“. Противник на неговото оставане на поста е и Андрей Вишински – бивш прокурор в сталинските процеси.
На 15 март 1946 г. съветският външен министър В. Молотов настоява да бъде уволнен. Според съветското правителство „хората на Стайнов в чужбина са противници на добрите отношения със СССР“. При промените в кабинета от 31 март той остава извън неговия състав.
След оставката си се занимава с научно-педагогическа дейност. Пише изследвания в областта на правото, вкл. във водното и екологическото право. От 1947 до 1963 г. завежда Катедрата по административно право в Софийския университет.
След като подава оставка е следен от ДС. Разработват го за връзка с няколко шпионски служби. За кратко даже е арестуван, защото милиционерите смятат, че боравейки със слуховия си апарат (вече е оглушал поради възрастта си) предава шпионски сведения. След допуснатата грешка е освободен без последствия.
От 1949 г. е член на Националния съвет на ОФ и на Националния комитет за защита на мира.
Умира на 24 юни 1972 г.

## Семейство
Стайнов е женен за поетесата Анна Каменова, дъщеря на политика Михаил Маджаров.

## Афоризми от Петко Стайнов
- Тангото е най-дипломатичният танц заради стъпките му: две напред, една назад.[10]
- За една революция е много по-важна последната пушка, отколкото първата.[10]